# Benjamin Declercq
Benjamin Declercq (Courtrai, 4 febbraio 1994) è un ex ciclista su strada belga, è stato professionista dal 2017 al 2022.

## Palmarès

### Strada
- 2014 (EFC-Omega Pharma-Quick-Step, due vittorie)

2ª tappa Tour du Canton de Saint-Ciers
4ª tappa Trois Jours de Cherbourg (Équeurdreville-Hainneville > Cherbourg-Octeville)

#### Altri successi
- 2022 (Team Arkéa Samsic)

Oost Vlaamse Sluitingsprijs

## Piazzamenti

### Classiche monumento
- Giro delle Fiandre

2018: 91º
2019: 109º
2021: ritirato
- Parigi-Roubaix

2017: ritirato
2021: ritirato
2022: 80º
- Liegi-Bastogne-Liegi

2017: 149º
2018: 111º
2019: ritirato
2020: ritirato

### Competizioni mondiali
- Campionati del mondo

Richmond 2015 - In linea Under-23: 17º

### Competizioni europee
- Campionati europei

Plumelec 2016 - In linea Under-23: 58º